# Meteor Crater
Il Meteor Crater, così chiamato per antonomasia e anche detto Canyon Diablo crater, Cratere di Barringer, Coon Mountain e Coon Butte, è un cratere meteoritico situato in Arizona, negli Stati Uniti. Il cratere è largo circa 1,3 km, profondo 170 m ed è stato generato 49 000 anni fa dall'impatto di un asteroide del diametro di circa 46 metri.

## Scoperta e caratteristiche
Il Meteor Crater è stato il primo cratere meteoritico terrestre di cui si sia accertata l'origine; da allora sono stati scoperti circa 170 crateri. Il geologo Daniel Moreau Barringer è stato il primo studioso a proporre l'origine meteoritica del cratere, fino ad allora ritenuto di origine vulcanica o dovuto all'esplosione di gas sotterranei. La dimostrazione definitiva è stata fornita da Eugene Shoemaker nella sua tesi di dottorato.
Il Meteor Crater è situato su un altopiano a circa 1740 metri sul livello del mare, circa 55km ad est della città di Flagstaff, vicino a Winslow, nel nord dell'Arizona. Si presume che il meteorite sia arrivato da nord ad una velocità di circa 70 000 km/h (altri studi ipotizzano 7 km/s corrispondenti a 25 200 km/h); è stato stimato che a questa velocità la distanza che separa Roma da New York verrebbe percorsa in circa 7 minuti. L'impatto è stato devastante, in quanto l'energia sviluppata è stata oltre seicento volte la bomba di Hiroshima. Il cratere ha un diametro di circa 1,2 km, con un bordo rialzato irregolare che arriva fino ad un'altezza di 45 metri rispetto al terreno circostante ed una profondità di circa 170 metri (sufficiente per poter contenere completamente al di sotto del suolo un edificio di 60 piani), ma queste dimensioni non sono quelle originarie, in quanto esse sono variate col riassestamento del terreno. Si è calcolato che poco meno di 300 milioni di tonnellate di sedimenti siano stati spostati dalla violenza dell'impatto, mentre il fondo del cratere è stato riempito con circa 210-240 metri sempre di sedimenti: in passato il fondo del cratere ha ospitato un lago non più esistente.
L'età del cratere, misurata con vari sistemi, risulta essere di circa 49 000 anni; si è formato quindi durante il Pleistocene, epoca geologica nella quale l'altopiano del Colorado era meno caldo e più umido di adesso. A quell'epoca, sul posto, c'era una vasta pianura con molte piante e molti animali, ed i frammenti del meteorite sono ricaduti nel raggio di oltre 10 km.
Il terreno in cui si trova il cratere fu acquistato da una società costituita da Barringer per cercare di estrarre il ferro del corpo meteorico. La società non raggiunse il suo scopo originario e trae benefici dai visitatori del cratere; la società è di proprietà dei discendenti di Barringer.

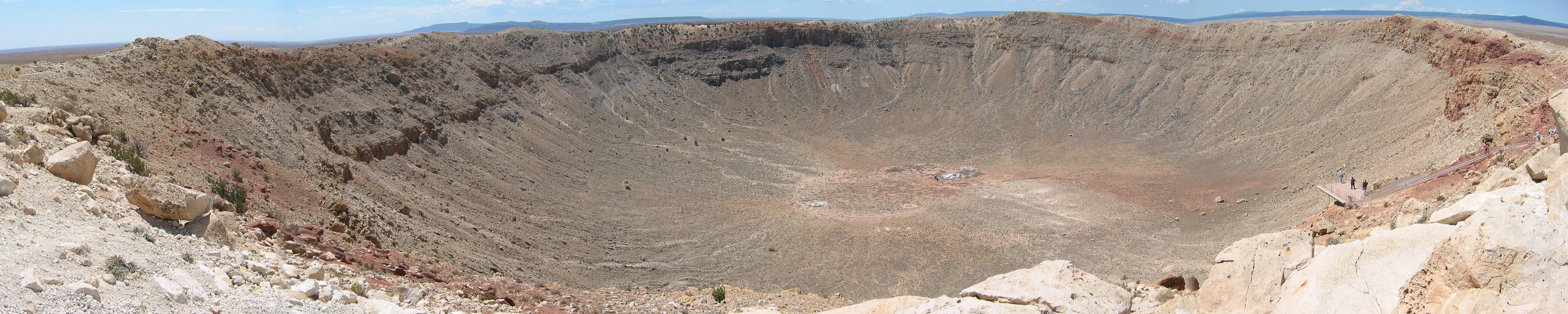
Panoramica